# 천주교 진산 성지성당
천주교 진산 성지성당은 대한민국 충청남도 금산군 진산면에 있는, (재)대전교구 천주교회유지재단 소유의 건축물이다. 2017년 5월 29일 대한민국의 국가등록문화재 제682호로 지정되었다.

## 개요
진산 지역은 조선 후기에 이승훈으로부터 세례를 받은 윤지충이 가족들에게 천주교를 전파한 곳으로 한국 천주교 역사에서 최초의 박해였던 신해박해(1791년)의 진원지에 해당하는 곳이다. 이후 1887년 신앙의 자유가 허락되어 천주교인들이 다시 모일 수 있게 되자 공소 형태로 종교 집회를 가질 수 있게 되었고 민가에서부터 시작된 교회 건물이 몇 차례 지어 졌고 1927년에 건립된 성당 건물이 현재까지 미사 공간으로 사용되고 있다. 한국 천주교에서는 신해박해 때 순교한 두 신도(윤지충, 권상연)가 교황 프란치스코 방한 때 시복됨(2014년 8월 16일)으로써 천주교 성지로 더욱 관심을 모으고 있다.

## 건축 양식 및 주요 특징
동서로 긴 축을 가진 3랑식 바실리카 형식으로 맞배지붕, 중앙종탑의 중규모 성당건축의 전형적 모습을 하고 있다. 목조구조는 내외부에 모두 노출되어 있는데 내부에서는 중앙통로(내이브)의 상부 지붕을 받쳐주는 기둥들이 가지런하게 배열되어 더욱 차분한 느낌의 공간을 연출하고 있다. 중앙통로 상부에 고창(高窓)이 설치되어 있지는 않지만 양쪽의 측랑보다 높은 지붕을 설치하여 기본적인 바실리카식 교회의 전형적인 모습을 보이고 있다. 외벽기둥 사이의 공간은 징두리를 상부를 모두 유리창으로 마련하여 밝은 분위기의 성당내부를 연출하고 있다. 주출입구 상부에는 중2층을 두어 성가대석으로 사용하였다고 하는데 2004년 수리 때 철거하였다. 외벽은 원래 비늘판 벽이었으나 후에 몰탈을 덧 씌웠고 종탑 또한 목조였으나 1983년 철거하고 시멘트벽돌 조로 새로 만들고 현관도 새롭게 덧 붙였다. 원래 남녀 구분된 현관이 양쪽에 있었는데 가운데로 합쳤고 양옆의 공간은 고해실과 준비실로 사용하고 있다.

## 사적 등록 사유
변형된 종탑 정면부를 제외하고 대부분 건축원형을 유지하고 있어 절충식 한옥성당의 건축적 특성과 가치를 보여주며, 지역적·종교적 역사성을 내포하고 있다.

## 참고 자료
- 천주교 진산 성지성당 - 국가유산청 국가유산포털